# C.U.G.
C.U.G. este un cartier al municipiului Iași. Este format din C.U.G.1 și C.U.G.2.

## Etimologie
Denumirea vine de la fostul Combinatul de Utilaj Greu, care a fost inaugurat pe 31 iulie 1976 și a produs piese până în anii 2000. În 2021 combinatul a ajuns la faliment.

## Geografie
Cartierul C.U.G. se află în sudul orașului Iași. Râul Nicolina parcurge granița de est a cartierului.

## Istoric
C.U.G. este un cartier nou, ridicat în secolul al XX-lea.

## Repere notabile
- Combinatul de Utilaj Greu, inaugurat, pe 31 iulie 1976
- FORTUS S.A., producător utilaj tehnologic greu; Adresă: Bd. Poitiers, 10
- Cimitirul „Buna Vestire”, a luat ființă în anul 1990; Adresă: Aleea Tudor Neculai
- Biserica Înălțarea Domnului, construită în 1995; Adresă: Șoseaua Nicolina 110
- Spitalul Providența, înființat 2010; Adresă: Șoseaua Nicolina 115
- Biserica Sfântul Prooroc Daniel, în construcții; Adresă: Șoseaua Nicolina
- Școala Nr. 42 Nicolae Iorga; Adresă: Strada Hlincea 7
- Selgros; Adresă: Șoseaua Nicolina 57A

## Transport
- Autobuz: 19, 27, 27b, 41, 42, 44, 44b, 43, 43c, 301, 502, 503, 503b, P.ros - Tehnopolis
- Tramvai: 9